# میشلامین
میشلامین (به انگلیسی: Michellamine) با فرمول شیمیایی C46H48N2O8 یک ترکیب شیمیایی با شناسه پاب‌کم 7148 است. که جرم مولی آن ۷۵۶٫۸۸۲ گرم بر مول می‌باشد.